# 12e étape du Tour d'Espagne 2018
La 12e étape du Tour d'Espagne 2018 se déroule le 6 septembre 2018, entre Mondoñedo et Cap de la Estaca de Bares, sur un parcours de 181,1 kilomètres.

## Résultats

### Classement de l'étape
| \| Classement de l'étape \| Classement de l'étape \| Classement de l'étape \| Classement de l'étape \| Classement de l'étape \| \| Coureur \| Coureur \| Pays \| Équipe \| Temps \| \| --------------------- \| --------------------- \| --------------------- \| --------------------- \| --------------------- \| \| 1er \| Alexandre Geniez \| France \| AG2R La Mondiale \| 4 h 22 min 59 s \| \| 2e \| Dylan van Baarle \| Pays-Bas \| Team Sky \| + 0 s \| \| 3e \| Mark Padun \| Ukraine \| Bahrain-Merida \| + 0 s \| \| 4e \| Dylan Teuns \| Belgique \| BMC Racing Team \| + 0 s \| \| 5e \| Victor Campenaerts \| Belgique \| Lotto-Soudal \| + 2 s \| \| 6e \| Davide Formolo \| Italie \| Bora-Hansgrohe \| + 5 s \| \| 7e \| Gianluca Brambilla \| Italie \| Trek-Segafredo \| + 24 s \| \| 8e \| Dries Devenyns \| Belgique \| Quick-Step Floors \| + 48 s \| \| 9e \| Thomas De Gendt \| Belgique \| Lotto-Soudal \| + 2 min 27 s \| \| 10e \| Valerio Conti \| Italie \| UAE Team Emirates \| + 2 min 29 s \| |                    |          |                   |                 |
| |                    |          |                   |                 |
| Source : ProCyclingStats |                    |          |                   |                 |
| Classement de l'étape |                    |          |                   |                 |
| Coureur | Coureur            | Pays     | Équipe            | Temps           |
| 1er | Alexandre Geniez   | France   | AG2R La Mondiale  | 4 h 22 min 59 s |
| 2e | Dylan van Baarle   | Pays-Bas | Team Sky          | + 0 s           |
| 3e | Mark Padun         | Ukraine  | Bahrain-Merida    | + 0 s           |
| 4e | Dylan Teuns        | Belgique | BMC Racing Team   | + 0 s           |
| 5e | Victor Campenaerts | Belgique | Lotto-Soudal      | + 2 s           |
| 6e | Davide Formolo     | Italie   | Bora-Hansgrohe    | + 5 s           |
| 7e | Gianluca Brambilla | Italie   | Trek-Segafredo    | + 24 s          |
| 8e | Dries Devenyns     | Belgique | Quick-Step Floors | + 48 s          |
| 9e | Thomas De Gendt    | Belgique | Lotto-Soudal      | + 2 min 27 s    |
| 10e | Valerio Conti      | Italie   | UAE Team Emirates | + 2 min 29 s    |

## Classements à l'issue de l'étape

### Classement général
| \| Classement général \| Classement général \| Classement général \| Classement général \| Classement général \| \| Coureur \| Coureur \| Pays \| Équipe \| Temps \| \| ------------------ \| ------------------ \| ------------------ \| -------------------------- \| ------------------ \| \| 1er \| Jesús Herrada \| Espagne \| Cofidis, Solutions Crédits \| 50 h 28 min 56 s \| \| 2e \| Simon Yates \| Royaume-Uni \| Mitchelton-Scott \| + 3 min 22 s \| \| 3e \| Alejandro Valverde \| Espagne \| Movistar Team \| + 3 min 23 s \| \| 4e \| Nairo Quintana \| Colombie \| Movistar Team \| + 3 min 36 s \| \| 5e \| Ion Izagirre \| Espagne \| Bahrain-Merida \| + 3 min 39 s \| \| 6e \| Tony Gallopin \| France \| AG2R La Mondiale \| + 3 min 46 s \| \| 7e \| Emanuel Buchmann \| Allemagne \| Bora-Hansgrohe \| + 3 min 46 s \| \| 8e \| Miguel Ángel López \| Colombie \| Astana \| + 3 min 49 s \| \| 9e \| Rigoberto Urán \| Colombie \| EF Education First-Drapac \| + 3 min 54 s \| \| 10e \| Steven Kruijswijk \| Pays-Bas \| LottoNL-Jumbo \| + 4 min 05 s \| |                    |             |                            |                  |
| |                    |             |                            |                  |
| Source : ProCyclingStats |                    |             |                            |                  |
| Classement général |                    |             |                            |                  |
| Coureur | Coureur            | Pays        | Équipe                     | Temps            |
| 1er | Jesús Herrada      | Espagne     | Cofidis, Solutions Crédits | 50 h 28 min 56 s |
| 2e | Simon Yates        | Royaume-Uni | Mitchelton-Scott           | + 3 min 22 s     |
| 3e | Alejandro Valverde | Espagne     | Movistar Team              | + 3 min 23 s     |
| 4e | Nairo Quintana     | Colombie    | Movistar Team              | + 3 min 36 s     |
| 5e | Ion Izagirre       | Espagne     | Bahrain-Merida             | + 3 min 39 s     |
| 6e | Tony Gallopin      | France      | AG2R La Mondiale           | + 3 min 46 s     |
| 7e | Emanuel Buchmann   | Allemagne   | Bora-Hansgrohe             | + 3 min 46 s     |
| 8e | Miguel Ángel López | Colombie    | Astana                     | + 3 min 49 s     |
| 9e | Rigoberto Urán     | Colombie    | EF Education First-Drapac  | + 3 min 54 s     |
| 10e | Steven Kruijswijk  | Pays-Bas    | LottoNL-Jumbo              | + 4 min 05 s     |

| Classement par points | Classement par points | Classement par points | Classement par points | Classement par points |
| Coureur               | Coureur               | Pays                  | Équipe                | Points                |
| --------------------- | --------------------- | --------------------- | --------------------- | --------------------- |
| 1er                   | Alejandro Valverde    | Espagne               | Movistar Team         | 85 pts                |
| 2e                    | Peter Sagan           | Slovaquie             | Bora-Hansgrohe        | 83 pts                |
| 3e                    | Elia Viviani          | Italie                | Quick-Step Floors     | 66 pts                |
| 4e                    | Benjamin King         | États-Unis            | Dimension Data        | 58 pts                |
| 5e                    | Danny van Poppel      | Pays-Bas              | LottoNL-Jumbo         | 56 pts                |
| 6e                    | Alessandro De Marchi  | Italie                | BMC Racing Team       | 53 pts                |
| 7e                    | Giacomo Nizzolo       | Italie                | Trek-Segafredo        | 53 pts                |
| 8e                    | Dylan Teuns           | Belgique              | BMC Racing Team       | 52 pts                |
| 9e                    | Michał Kwiatkowski    | Pologne               | Team Sky              | 50 pts                |
| 10e                   | Bauke Mollema         | Pays-Bas              | Trek-Segafredo        | 44 pts                |

| Classement par points | Classement par points | Classement par points | Classement par points | Classement par points |
| Coureur               | Coureur               | Pays                  | Équipe                | Points                |
| --------------------- | --------------------- | --------------------- | --------------------- | --------------------- |
| 1er                   | Alejandro Valverde    | Espagne               | Movistar Team         | 85 pts                |
| 2e                    | Peter Sagan           | Slovaquie             | Bora-Hansgrohe        | 83 pts                |
| 3e                    | Elia Viviani          | Italie                | Quick-Step Floors     | 66 pts                |
| 4e                    | Benjamin King         | États-Unis            | Dimension Data        | 58 pts                |
| 5e                    | Danny van Poppel      | Pays-Bas              | LottoNL-Jumbo         | 56 pts                |
| 6e                    | Alessandro De Marchi  | Italie                | BMC Racing Team       | 53 pts                |
| 7e                    | Giacomo Nizzolo       | Italie                | Trek-Segafredo        | 53 pts                |
| 8e                    | Dylan Teuns           | Belgique              | BMC Racing Team       | 52 pts                |
| 9e                    | Michał Kwiatkowski    | Pologne               | Team Sky              | 50 pts                |
| 10e                   | Bauke Mollema         | Pays-Bas              | Trek-Segafredo        | 44 pts                |

| Classement de la montagne | Classement de la montagne | Classement de la montagne | Classement de la montagne  | Classement de la montagne |
| Coureur                   | Coureur                   | Pays                      | Équipe                     | Points                    |
| ------------------------- | ------------------------- | ------------------------- | -------------------------- | ------------------------- |
| 1er                       | Luis Ángel Maté           | Espagne                   | Cofidis, Solutions Crédits | 60 pts                    |
| 2e                        | Benjamin King             | États-Unis                | Dimension Data             | 33 pts                    |
| 3e                        | Bauke Mollema             | Pays-Bas                  | Trek-Segafredo             | 30 pts                    |
| 4e                        | Pierre Rolland            | France                    | EF Education First-Drapac  | 26 pts                    |
| 5e                        | Thomas De Gendt           | Belgique                  | Lotto-Soudal               | 16 pts                    |
| 6e                        | Ben Gastauer              | Luxembourg                | AG2R La Mondiale           | 7 pts                     |
| 7e                        | Alejandro Valverde        | Espagne                   | Movistar Team              | 6 pts                     |
| 8e                        | Alessandro De Marchi      | Italie                    | BMC Racing Team            | 6 pts                     |
| 9e                        | Dylan Teuns               | Belgique                  | BMC Racing Team            | 6 pts                     |
| 10e                       | Nikita Stalnow            | Kazakhstan                | Astana                     | 6 pts                     |

| Classement de la montagne | Classement de la montagne | Classement de la montagne | Classement de la montagne  | Classement de la montagne |
| Coureur                   | Coureur                   | Pays                      | Équipe                     | Points                    |
| ------------------------- | ------------------------- | ------------------------- | -------------------------- | ------------------------- |
| 1er                       | Luis Ángel Maté           | Espagne                   | Cofidis, Solutions Crédits | 60 pts                    |
| 2e                        | Benjamin King             | États-Unis                | Dimension Data             | 33 pts                    |
| 3e                        | Bauke Mollema             | Pays-Bas                  | Trek-Segafredo             | 30 pts                    |
| 4e                        | Pierre Rolland            | France                    | EF Education First-Drapac  | 26 pts                    |
| 5e                        | Thomas De Gendt           | Belgique                  | Lotto-Soudal               | 16 pts                    |
| 6e                        | Ben Gastauer              | Luxembourg                | AG2R La Mondiale           | 7 pts                     |
| 7e                        | Alejandro Valverde        | Espagne                   | Movistar Team              | 6 pts                     |
| 8e                        | Alessandro De Marchi      | Italie                    | BMC Racing Team            | 6 pts                     |
| 9e                        | Dylan Teuns               | Belgique                  | BMC Racing Team            | 6 pts                     |
| 10e                       | Nikita Stalnow            | Kazakhstan                | Astana                     | 6 pts                     |

| Classement du combiné | Classement du combiné | Classement du combiné | Classement du combiné     | Classement du combiné |
| Coureur               | Coureur               | Pays                  | Équipe                    | Points                |
| --------------------- | --------------------- | --------------------- | ------------------------- | --------------------- |
| 1er                   | Alejandro Valverde    | Espagne               | Movistar Team             | 11 pts                |
| 2e                    | Benjamin King         | États-Unis            | Dimension Data            | 26 pts                |
| 3e                    | Miguel Ángel López    | Colombie              | Astana                    | 37 pts                |
| 4e                    | Bauke Mollema         | Pays-Bas              | Trek-Segafredo            | 42 pts                |
| 5e                    | Simon Yates           | Royaume-Uni           | Mitchelton-Scott          | 49 pts                |
| 6e                    | Michał Kwiatkowski    | Pologne               | Team Sky                  | 50 pts                |
| 7e                    | Nairo Quintana        | Colombie              | Movistar Team             | 51 pts                |
| 8e                    | Dylan Teuns           | Belgique              | BMC Racing Team           | 57 pts                |
| 9e                    | Simon Clarke          | Australie             | EF Education First-Drapac | 81 pts                |
| 10e                   | Gianluca Brambilla    | Italie                | Trek-Segafredo            | 86 pts                |

| Classement du combiné | Classement du combiné | Classement du combiné | Classement du combiné     | Classement du combiné |
| Coureur               | Coureur               | Pays                  | Équipe                    | Points                |
| --------------------- | --------------------- | --------------------- | ------------------------- | --------------------- |
| 1er                   | Alejandro Valverde    | Espagne               | Movistar Team             | 11 pts                |
| 2e                    | Benjamin King         | États-Unis            | Dimension Data            | 26 pts                |
| 3e                    | Miguel Ángel López    | Colombie              | Astana                    | 37 pts                |
| 4e                    | Bauke Mollema         | Pays-Bas              | Trek-Segafredo            | 42 pts                |
| 5e                    | Simon Yates           | Royaume-Uni           | Mitchelton-Scott          | 49 pts                |
| 6e                    | Michał Kwiatkowski    | Pologne               | Team Sky                  | 50 pts                |
| 7e                    | Nairo Quintana        | Colombie              | Movistar Team             | 51 pts                |
| 8e                    | Dylan Teuns           | Belgique              | BMC Racing Team           | 57 pts                |
| 9e                    | Simon Clarke          | Australie             | EF Education First-Drapac | 81 pts                |
| 10e                   | Gianluca Brambilla    | Italie                | Trek-Segafredo            | 86 pts                |

| Classement par équipes | Classement par équipes                   | Classement par équipes | Classement par équipes |
| Équipe                 | Équipe                                   | Pays                   | Temps                  |
| ---------------------- | ---------------------------------------- | ---------------------- | ---------------------- |
| 1re                    | Bahrain-Merida                           | Bahreïn                | 151 h 23 min 41 s      |
| 2e                     | Lotto NL-Jumbo                           | Pays-Bas               | + 14 min 10 s          |
| 3e                     | Movistar Team                            | Espagne                | + 15 min 05 s          |
| 4e                     | Dimension Data                           | Afrique du Sud         | + 15 min 32 s          |
| 5e                     | Sky                                      | Royaume-Uni            | + 16 min 19 s          |
| 6e                     | Bora-Hansgrohe                           | Allemagne              | + 19 min 47 s          |
| 7e                     | AG2R La Mondiale                         | France                 | + 21 min 40 s          |
| 8e                     | EF Education First-Drapac p/b Cannondale | États-Unis             | + 32 min 31 s          |
| 9e                     | Astana                                   | Kazakhstan             | + 34 min 04 s          |
| 10e                    | Euskadi Basque Country-Murias            | Espagne                | + 41 min 07 s          |

| Classement par équipes | Classement par équipes                   | Classement par équipes | Classement par équipes |
| Équipe                 | Équipe                                   | Pays                   | Temps                  |
| ---------------------- | ---------------------------------------- | ---------------------- | ---------------------- |
| 1re                    | Bahrain-Merida                           | Bahreïn                | 151 h 23 min 41 s      |
| 2e                     | Lotto NL-Jumbo                           | Pays-Bas               | + 14 min 10 s          |
| 3e                     | Movistar Team                            | Espagne                | + 15 min 05 s          |
| 4e                     | Dimension Data                           | Afrique du Sud         | + 15 min 32 s          |
| 5e                     | Sky                                      | Royaume-Uni            | + 16 min 19 s          |
| 6e                     | Bora-Hansgrohe                           | Allemagne              | + 19 min 47 s          |
| 7e                     | AG2R La Mondiale                         | France                 | + 21 min 40 s          |
| 8e                     | EF Education First-Drapac p/b Cannondale | États-Unis             | + 32 min 31 s          |
| 9e                     | Astana                                   | Kazakhstan             | + 34 min 04 s          |
| 10e                    | Euskadi Basque Country-Murias            | Espagne                | + 41 min 07 s          |